# Charles Dunning

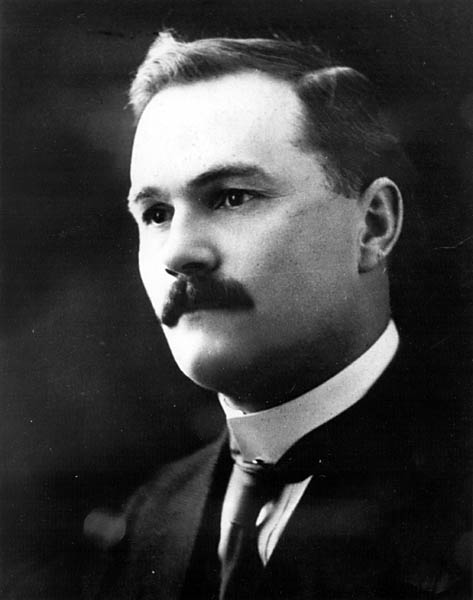
Charles Avery Dunning

Charles (Charlie) Avery Dunning (Croft, Leicestershire, Engeland 31 juli 1885 - Montreal 2 oktober 1958) was een Canadees politicus en de derde premier van Saskatchewan. Dunning diende voorts als minister in de federale regeringen van William Lyon Mackenzie King.
Dunning werd in Engeland geboren en trok op 17-jarige leeftijd naar Canada waar hij zich in Saskatchewan vestigde. Hij begon zijn politieke loopbaan in 1916 toen hij zitting nam in de wetgevende vergadering (Legislative Assembly) van Saskatchewan als lid van de Liberale Partij. Dunning bezette een aantal provinciale kabinetsposten vooraleer hij in 1922 als leider van zijn partij premier werd, een positie die hij tot 1926 zou vervullen.
Minister-president Mackenzie King vroeg Dunning in 1926 zitting te nemen in het federale kabinet. Dunning verliet zijn premierschap en werd opgevolgd door James Gardiner en na een verkiezing voor het Canadese Lagerhuis te hebben gewonnen werd hij minister van spoorwegen en kanalen in de federale regering. Later zou Dunning ook minister van Financiën worden. Dunning verloor in 1930 zijn zetel tijdens de federale verkiezingen, maar keerde in 1935 terug in het parlement en werd wederom minister van Financiën onder Mackenzie King.
Dunning verliet de politiek in 1939 en diende daarna onder andere als Rector magnificus van Queen's University.